# Kickabil
Kickabil är en ort i Australien. Den ligger i kommunen Gilgandra och delstaten New South Wales, i den sydöstra delen av landet, omkring 340 kilometer nordväst om delstatshuvudstaden Sydney. Orten hade 67 invånare år 2021.